# Don Frye (Pianist)
Donald Q. „Don“ Frye (* 1903 in Springfield (Ohio); † 9. Februar 1981) war ein US-amerikanischer Jazzpianist und Sänger.

## Leben
Frye stammte aus dem Mittleren Westen der Vereinigten Staaten und begann seine Musikerkarriere im Orchester der Brüder Lloyd und Cecil Scott (1926–29), mit denen 1927 erste Aufnahmen entstanden. Er zog dann nach New York City und arbeitete u. a. bei Frankie Newton, kurz im John Kirby Sextett (1937), Lucky Millinder (1938/39) und Zutty Singleton (1940/41); in Los Angeles arbeitete er 1943 mit Slim Gaillard. Nachdem er zunächst im Village Vanguard gespielt hatte, trat er ab 1944 als Solist im Jimmy Ryan's auf, einem der Jazzclubs der 52nd Street. Unter eigenem Namen spielte er im Dezember 1945 drei Plattenseiten ein; er nahm außerdem mit Buster Bailey, Clarence Williams (1934), Red Allen,  Frankie Newton (1939), Edmond Hall (1944), King Oliver und Cecil Scott (1959) auf. Nach der Schließung des Ryan's im Jahr 1962 arbeitete Frye als freischaffender Solo-Pianist in Manhattan.

## Diskographische Hinweise
- Willie The Lion Smith, Cliff Jackson & Don Frye: Midnight Piano (1944–49)